# Leukotrienski B4 receptor 2
Leukotrienski B4 receptor 2 je protein koji je kod ljudi kodiran  genom.
Ovaj receptor ima nizak afinitet za leukotriene. On posreduje hemotaksu granulocita i makrofaga.

## Literatura
- Tager AM, Luster AD (2004). „BLT1 and BLT2: the leukotriene B(4) receptors”. Prostaglandins Leukot. Essent. Fatty Acids. 69 (2–3): 123—34. PMID 12895595. doi:10.1016/S0952-3278(03)00073-5.
- Kamohara M; Takasaki J; Matsumoto M;  . (2000). „Molecular cloning and characterization of another leukotriene B4 receptor”. J. Biol. Chem. 275 (35): 27000—4. PMID 10889186. doi:10.1074/jbc.C000382200.
- Tryselius Y; Nilsson NE; Kotarsky K;  . (2000). „Cloning and characterization of cDNA encoding a novel human leukotriene B(4) receptor”. Biochem. Biophys. Res. Commun. 274 (2): 377—82. PMID 10913346. doi:10.1006/bbrc.2000.3152.
- Nilsson NE, Tryselius Y, Owman C (2000). „Genomic organization of the leukotriene B(4) receptor locus of human chromosome 14”. Biochem. Biophys. Res. Commun. 274 (2): 383—8. PMID 10913347. doi:10.1006/bbrc.2000.3153.
- Yokomizo T; Kato K; Terawaki K;  . (2000). „A Second Leukotriene B4 Receptor, Blt2: A New Therapeutic Target in Inflammation and Immunological Disorders”. J. Exp. Med. 192 (3): 421—32. PMC 2193217 . PMID 10934230. doi:10.1084/jem.192.3.421.
- Takeda S; Kadowaki S; Haga T;  . (2002). „Identification of G protein-coupled receptor genes from the human genome sequence”. FEBS Lett. 520 (1–3): 97—101. PMID 12044878. doi:10.1016/S0014-5793(02)02775-8.
- Strausberg RL; Feingold EA; Grouse LH;  . (2003). „Generation and initial analysis of more than 15,000 full-length human and mouse cDNA sequences”. Proc. Natl. Acad. Sci. U.S.A. 99 (26): 16899—903. PMC 139241 . PMID 12477932. doi:10.1073/pnas.242603899.
- Hashimoto A; Endo H; Hayashi I;  . (2003). „Differential expression of leukotriene B4 receptor subtypes (BLT1 and BLT2) in human synovial tissues and synovial fluid leukocytes of patients with rheumatoid arthritis”. J. Rheumatol. 30 (8): 1712—8. PMID 12913925.
- Yoo MH; Song H; Woo CH;  . (2005). „Role of the BLT2, a leukotriene B4 receptor, in Ras transformation”. Oncogene. 23 (57): 9259—68. PMID 15489890. doi:10.1038/sj.onc.1208151.
- Qiu H; Johansson AS; Sjöström M;  . (2006). „Differential induction of BLT receptor expression on human endothelial cells by lipopolysacharide, cytokines, and leukotriene B4”. Proc. Natl. Acad. Sci. U.S.A. 103 (18): 6913—8. PMC 1440767 . PMID 16624877. doi:10.1073/pnas.0602208103.
- Lundeen KA, Sun B, Karlsson L, Fourie AM (2006). „Leukotriene B4 receptors BLT1 and BLT2: expression and function in human and murine mast cells”. J. Immunol. 177 (5): 3439—47. PMID 16920986.

## Spoljašnje veze
- IUPHAR GPCR Database - Leukotriene receptors Архивирано на веб-сајту  (3. март 2016)
- LTB4R2+protein,+human на 
- Receptors,+Leukotriene+B4 на 